# 震雷山街道
震雷山街道是中华人民共和国河南省信阳市平桥区下辖的一个街道办事处。

## 行政区划
震雷山街道下辖以下村级行政区划单位：
雷山社区、黑马石社区、辛店社区、老虎社区和双桥社区。